# ريد سيمبسون
ريد سيمبسون هو لاعب هوكي الجليد كندي، ولد في 21 مايو 1969 في فلين فلون في كندا.

## وصلات خارجية
- ريد سيمبسون على موقع دوري الهوكي الوطني (الإنجليزية)
- ريد سيمبسون على موقع قاعة مشاهير الهوكي (لاعب أن.إتش.أل) (الإنجليزية)
- ريد سيمبسون على موقع EliteProspects.com (الإنجليزية)
- ريد سيمبسون على موقع HockeyDB.com (الإنجليزية)
- ريد سيمبسون على موقع Hockey-Reference.com (الإنجليزية)